# فیات ۱۵۰۰ (۱۹۳۵)
فیات ۱۵۰۰ (۱۹۳۵) (Fiat ۱۵۰۰ (۱۹۳۵)) خودرویی است که در سال‌های ۱۹۳۵ تا ۱۹۵۰تولید شده‌است.
طراحی آن خودروهای موتور جلو-محور عقب بوده است.
موتور آن ۱۴۹۳ سی‌سی است.